# Carlton (Rothwell)
Carlton – wieś w Anglii, w hrabstwie ceremonialnym West Yorkshire, w dystrykcie metropolitalnym Leeds, w pobliżu Rothwell. Leży 8 km na południowy wschód od centrum miasta Leeds i 265 km na północ od Londynu.